# Saccopharynx flagellum
Saccopharynx flagellum es el nombre científico de una especie de pez abisal perteneciente al género Saccopharynx. Es una especie batipelágica que habita entre 2000 y 3000 m de profundidad en la zona norte del océano Atlántico.